# Quattuor abhinc annos
Quattuor abhinc annos (latino per "quattro anni fa") è l'incipit di una lettera del 3 ottobre 1984 con la quale la Congregazione per il culto divino e la disciplina dei sacramenti ha comunicato ai presidenti delle Conferenze episcopali di concedere, per mandato del papa Giovanni Paolo II, ai vescovi diocesani un indulto per cui potevano permettere, sotto certe condizioni, ai sacerdoti e ai gruppi di fedeli che lo richiedessero di celebrare la messa usando l'edizione del Messale Romano pubblicata da papa Giovanni XXIII nel 1962.
Con il motu proprio Summorum Pontificum del 7 luglio 2007, papa Benedetto XVI revocò le disposizioni di tale lettera e concesse facoltà molto più ampie ad ogni parroco di un gruppo stabile di fedeli aderenti alla precedente tradizione liturgica. 
Summorum Pontificum fu a sua volta superato dal motu proprio Traditionis custodes  del 16 luglio 2021, con cui papa Francesco decretò che è esclusiva competenza del vescovo diocesano autorizzare l'uso del Missale Romanum del 1962 nella diocesi, seguendo gli orientamenti dalla Sede Apostolica.